# Ошиново-Солейе, Найк
Найк Оши́ново-Соле́йе (англ. Nike Oshinowo-Soleye; 1966) — нигерийская бизнесвумен и фотомодель. Наиболее известна как победительница конкурса красоты «Most Beautiful Girl in Nigeria» в 1991 году и организатор конкурсов красоты на протяжении нескольких лет. 

## Личная жизнь
С 2006 года Найк замужем за доктором Тунде Солейе, с которым она не живёт вместе с осени 2012 года.
У Найк есть четверо детей: двое приёмных и близнецы, сын и дочь (род. в октябре 2013), рождённые суррогатной матерью.